# Cyathea dichromatolepis
Cyathea dichromatolepis là một loài thực vật có mạch trong họ Cyatheaceae. Loài này được (Fée) Domin mô tả khoa học đầu tiên năm 1929.